# Chrysospalax
Chrysospalax là một chi động vật có vú trong họ Chrysochloridae, bộ Afrosoricida. Chi này được Gill miêu tả năm 1883. Loài điển hình của chi này là Chrysochloris trevelyani Günther, 1875.

## Hình ảnh

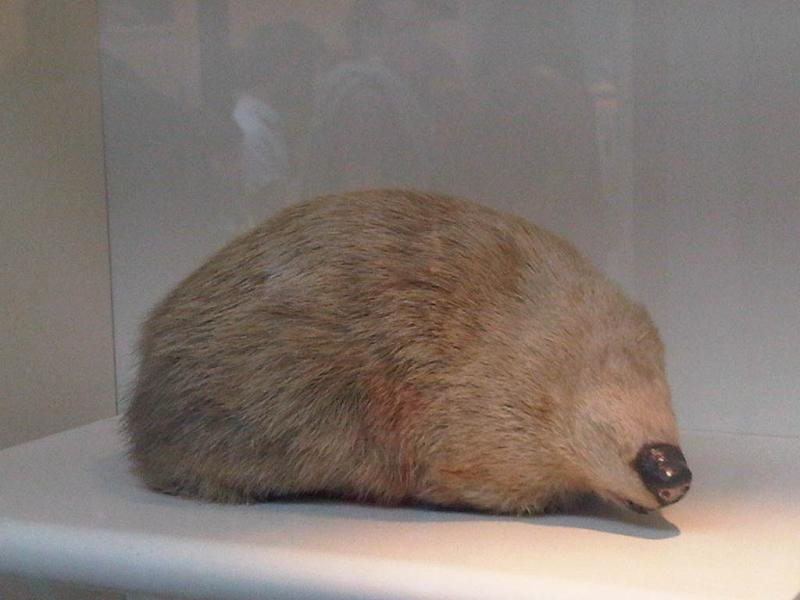

## Các loài
Chi này gồm các loài: